# Port lotniczy Bubaque
Port lotniczy Bubaque (IATA: BQE, ICAO: GGBU) – port lotniczy zlokalizowany w mieście Bubaque, na wyspie o tej samej nazwie, w Gwinei Bissau. Jest to trzeci co do wielkości aeroport tego kraju.